# Un jeune homme présenté par Vénus aux sept Arts libéraux
Un jeune homme présenté par Vénus aux sept Arts libéraux, également connu sous le nom de Lorenzo Tornabuoni présenté par Grammaire à Prudence et aux autres arts libéraux ou Lorenzo Tornabuoni initié aux arts libéraux  (italien : Giovane Introdotto tra le Arti Liberali) est une fresque réalisée par le peintre italien Sandro Botticelli dans le dernier quart du XVe siècle. Elle représente la déesse Vénus présentant à sept jeunes femmes incarnant les arts libéraux un jeune homme en qui les historiens de l'art pense reconnaître Lorenzo Tornabuoni. Peinte à l'origine sur les murs de la villa Lemmi, à Florence, elle est conservée au musée du Louvre, à Paris, en France.

## Histoire
Le tableau et son pendant, Vénus et les trois Grâces offrant des présents à une jeune fille, décoraient à l'origine les parois d’une chambre au premier étage de la villa Lemmi, une villa de campagne près de Florence appartenant à Giovanni Tornabuoni, oncle de Laurent de Médicis et chef de la succursale romaine de la banque des Médicis, propriété de la famille Tornabuoni de 1469 à 1541. Le cycle de la villa Lemmi comprend également une fresque fragmentaire dans un état très lacunaire encore en place.
On ne sait pas exactement quand la série a été peinte, notamment parce que l'identification des personnages n'est pas établie de manière univoque. Elle a probablement été commandée pour le mariage du fils de Giovanni Tornabuoni, Lorenzo, avec Giovanna degli Albizzi, célébré le 15 juin 1486. On pense donc que la fresque représente les deux protagonistes. Les fresques se trouvaient dans une loggia qui aurait pu être destinée à la fête de mariage. D’autres historiens identifient Lorenzo Tornabuoni et sa seconde épouse Ginevra Gianfiliazzi ou Matteo di Andrea Albizzi et Nanna di Niccolò Tornabuoni, mariés en 1484.
Déjà recouverts de plâtre, ils sont redécouverts en 1863 par P. Lemmi, alors propriétaire de la villa, dans des conditions de conservation loin d'être optimales. Détachés et transportés sur toile, ils sont mis en vente sur le marché des antiquaires et arrivent au Louvre en 1882.
L’interprétation des deux scènes est très discutée comme l’identification des deux jeunes gens qui seraient, pour la plupart des spécialistes, Lorenzo Tornabuoni et Giovanna degli Albizzi, mariés en 1486, mais pour

## Sujet
Un jeune homme présenté par Vénus aux sept Arts libéraux représente un jeune homme, peut-être Lorenzo Tornabuoni, conduit par une personnification de la grammaire dans un cercle de figures allégoriques représentant les sept arts libéraux. Présidé par Prudence, le cercle comprend également Rhétorique, Logique, Arithmétique, Géométrie, Astronomie et Musique, chacune reconnaissable par divers attributs. Dans l'Antiquité, les arts libéraux dénotaient une éducation digne d'un homme libre ; le tableau témoigne donc de l'éducation étendue du jeune homme. La figure de l’arithmétique tend la main en guise de salutation à celui-ci. Lorenzo Tornabuoni, descendant d'une famille de banquiers, aurait probablement reçu une éducation axée sur les chiffres.

## Description et style
Dans un jardin, comme le suggèrent les arbres du fond, un jeune homme est initié par Grammaire à la Prudence et aux autres arts libéraux, chacun avec son attribut : la rhétorique avec le parchemin, la dialectique avec un scorpion dans les mains (généralement un serpent), l'arithmétique avec une feuille de papier perforée, la géométrie avec un carré, l'astronomie avec une sphère armillaire, la musique avec un orgue portatif. Le jeune homme serait présenté par Vénus ou Minerve, mais pourquoi pas par la Philosophie, qui au Moyen Âge est celle qui « nourrit » les arts libéraux, aux Arts, tous assis.
La scène, imprégnée de thèmes liés à l'académie platonicienne de Florence, se déroule de nuit, peut-être parce que selon la littérature médiévale, et notamment Dante Alighieri, les rencontres entre hommes et personnages allégoriques ou mythologiques ne peuvent avoir lieu que dans le rêve.
En bas à gauche, un putto devait contenir un blason manquant, où se trouvaient peut-être les armes de la famille Tornabuoni ou Albizi, probablement détruit par les propriétaires ultérieurs de la villa.
Le dessin est harmonieux et délicat ; les lignes sont plus statiques que la scène avec Vénus, mais toujours élégantes ; elles créent des jeux décoratifs, sinueux et gracieux d'une figure à l'autre. La recherche de la beauté idéale et de l'harmonie est indéniable, qui se traduit par l'utilisation préférentielle du dessin et des lignes de contour (dérivées de l'exemple de Fra Filippo Lippi). Dans tous les cas, l'attention portée au dessin n'aboutit jamais à des effets purement décoratifs, mais maintient un souci de la volumétrie et du rendu fidèle des différentes matières, notamment dans les tissus des vêtements. La couleur claire et vive, issue de la technique particulière de la fresque, imprègne les personnages de lumière, faisant ressortir la pureté pénétrante de leur beauté.
L’aspect légèrement mélancolique mais serein, qui serpente dans son regard, est typique de Botticelli.

Détails
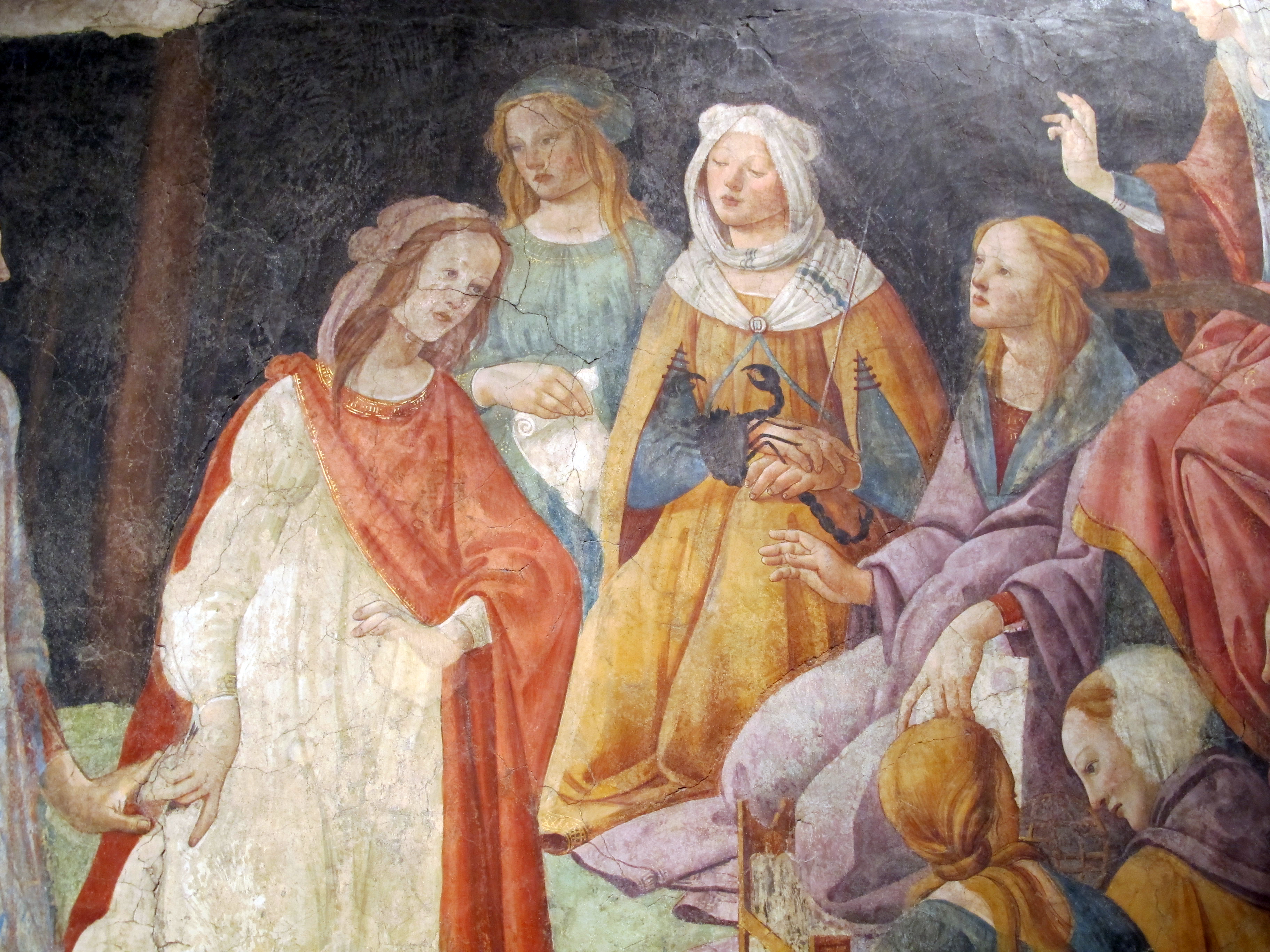
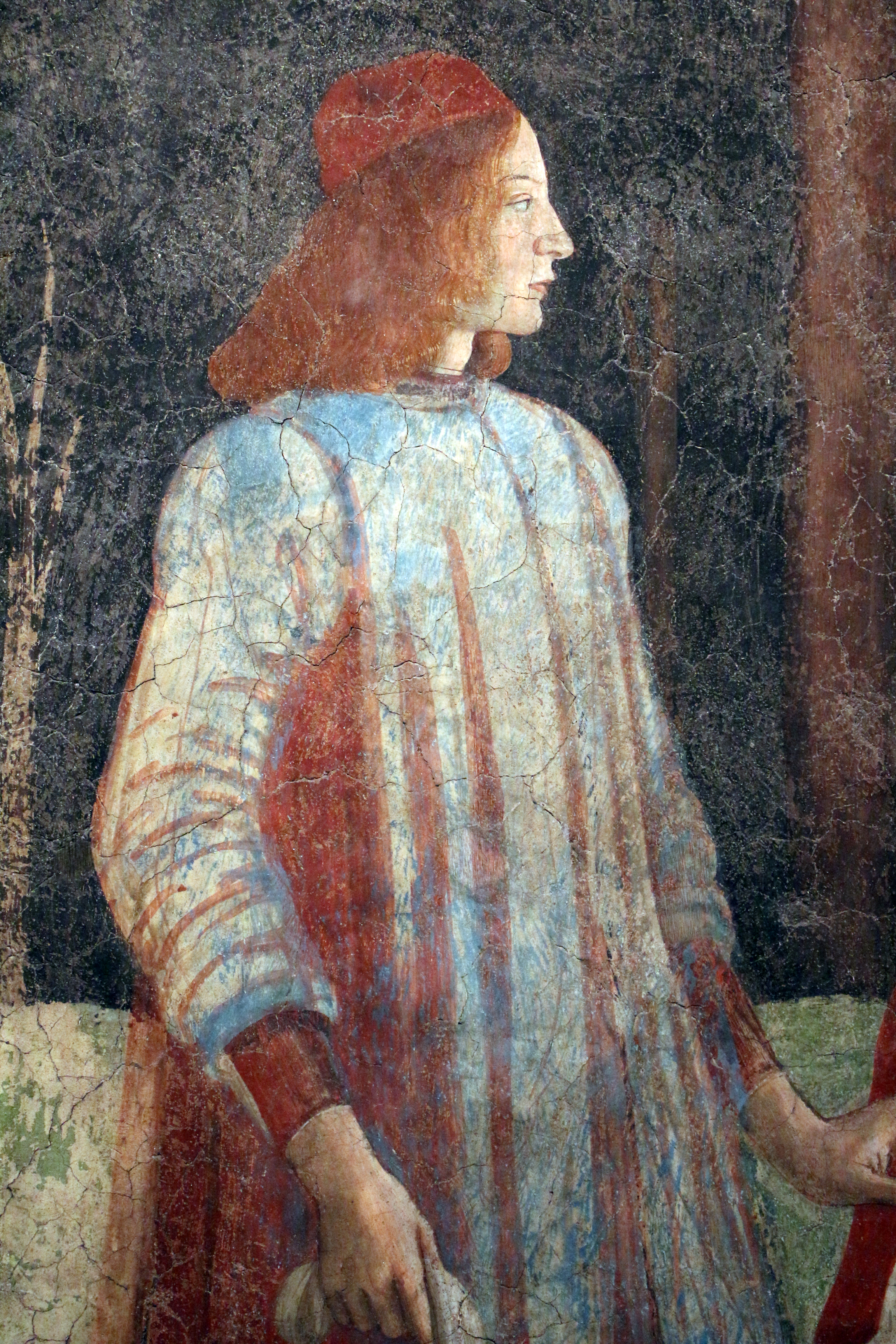
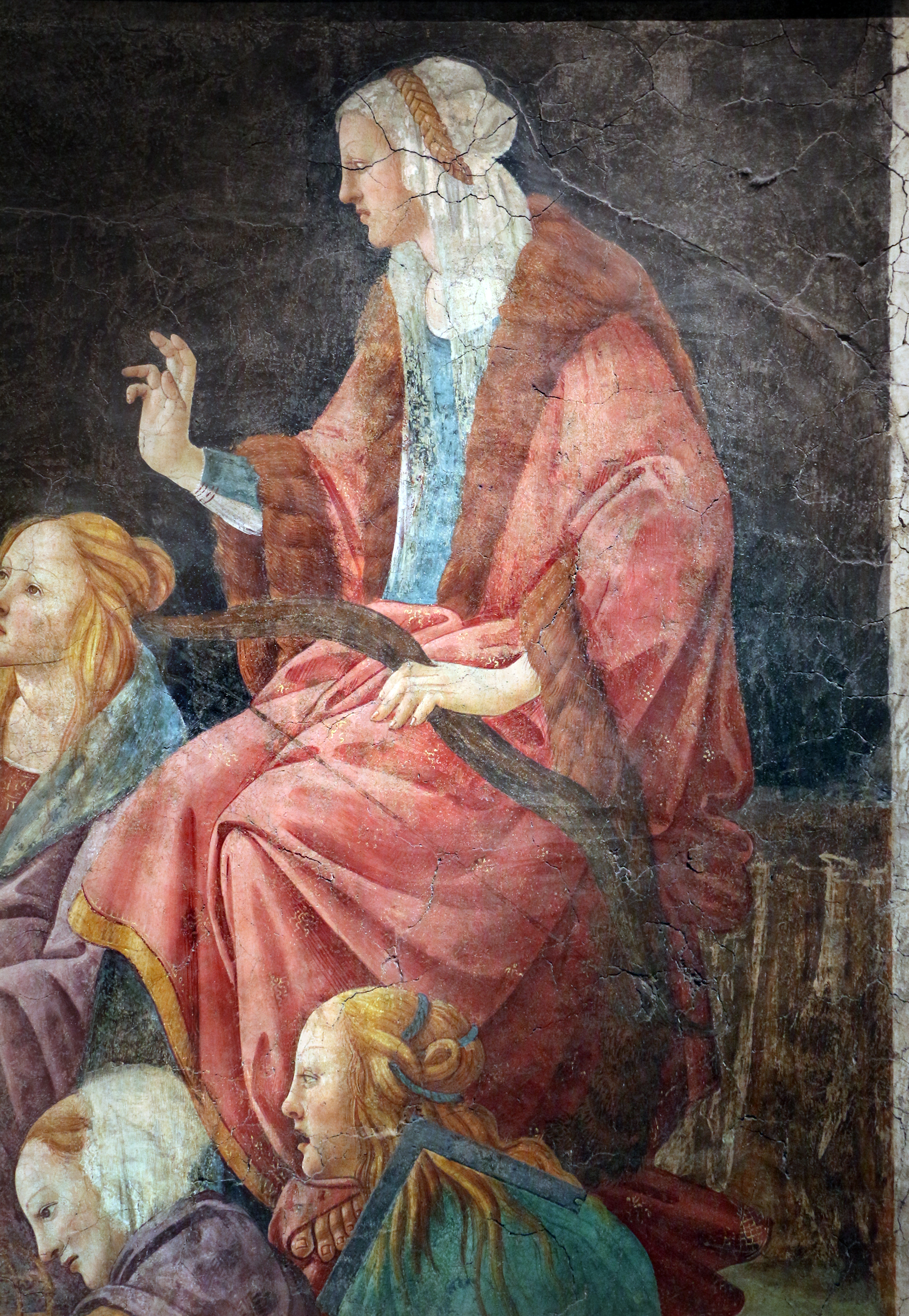